# Cape Breton (municipal county)
Cape Breton, Municipality of the County of Cape Breton – jednostka samorządowa (municipal county) w kanadyjskiej prowincji Nowa Szkocja powstała 17 kwietnia 1879 na bazie terenów hrabstwa Cape Breton, rozwiązana w wyniku utworzenia 1 sierpnia 1995 regional municipality Cape Breton. Według spisu powszechnego z 1991 obszar county municipality, składający się z trzech (A, B, C) części to: 2384,16 km² (A: 683,94 km², B: 1116,98 km², C: 583,24 km²), a zamieszkiwało wówczas ten obszar 45 555 osoby (A: 17 433 os., B: 25 385 os., C: 2737 os.).